# Copa Chile 1975
Copa Chile 1975 ("Chilenska cupen 1975") var den 7:e säsongen av Copa Chile, en turnering som spelades mellan klubbar i Primera División (18 lag) och Segunda División (15 lag, alla lag förutom Soinca Bata), totalt 33 lag. Turneringen inleddes med en inledande omgång den 27 och 30 mars med sex deltagande lag där tre lag gick vidare till den första omgången. I den första omgången gick alla resterande lag, förutom Unión Española och Huachipato som fick gå in redan i den andra omgången, in och deltog, vilket med de tre lagen från den första omgången, innebar att den första omgången bestod av 28 lag och 14 dubbelmöten. I den andra omgången deltog de kvarvarande sexton lagen.

## Inledande omgång
| Lag 1            | Totalt | Lag 2              | Möte 1 | Möte 2 |
| Curicó Unido     | 5–1    | Deportes Linares   | 3–0    | 2–1    |
| Deportes Ovalle  | 5–2    | Deportes La Serena | 2–0    | 3–2    |
| Unión San Felipe | 0–3    | Trasandino         | 0–1    | 0–2    |

## Första omgången
| Lag 1                | Totalt  | Lag 2                   | Möte 1 | Möte 2 |
| Colo-Colo            | 5–4     | Universidad Católica    | 3–2    | 2–2    |
| San Luis de Quillota | 3–5     | Santiago Wanderers      | 2–0    | 3–2    |
| Everton              | 2–2 (s) | Unión La Calera         | 2–0    | 0–2    |
| San Antonio Unido    | 2–6     | Aviación                | 2–3    | 0–3    |
| O'Higgins            | 4–6     | Santiago Morning        | 2–1    | 2–5    |
| Deportes Concepción  | 5–2     | Ñublense                | 2–1    | 3–1    |
| Lota Schwager        | (s) 2–2 | Independiente Cauquenes | 1–0    | 1–2    |
| Iberia               | 0–2     | Naval                   | 0–0    | 0–2    |
| Malleco Unido        | 0–4     | Green Cross-Temuco      | 0–2    | 0–2    |
| Palestino            | 5–3     | Audax Italiano          | 2–0    | 3–3    |
| Deportes Ovalle      | (s) 4–4 | Deportes Antofagasta    | 1–2    | 3–2    |
| Curicó Unido         | 0–4     | Rangers                 | 0–1    | 0–3    |
| Magallanes           | 5–4     | Trasandino              | 2–2    | 3–2    |
| Universidad de Chile | 7–2     | Green Cross-Temuco      | 6–2    | 1–0    |

## Andra omgången
| Lag 1               | Totalt | Lag 2                | Möte 1 | Möte 2 |
| Santiago Morning    | 5–4    | Magallanes           | 1–3    | 4–1    |
| Colo-Colo           | 0–3    | Palestino            | 0–1    | 0–2    |
| Deportes Concepción | 0–2    | Lota Schwager        | 0–1    | 0–1    |
| Rangers             | 2–6    | Huachipato           | 2–2    | 0–4    |
| Naval               | 4–2    | Green Cross-Temuco   | 1–2    | 3–0    |
| Deportes Ovalle     | 0–3    | Universidad de Chile | 0–1    | 0–2    |
| Unión La Calera     | 2–9    | Unión Española       | 1–6    | 1–3    |
| Santiago Wanderers  | 1–2    | Aviación             | 0–1    | 1–1    |

## Kvartsfinal
| Lag 1                | Totalt  | Lag 2              | Möte 1 | Möte 2 |
| Palestino            | 4–2     | Santiago Wanderers | 2–2    | 2–0    |
| Universidad de Chile | 2–3     | Unión Española     | 1–3    | 1–0    |
| Huachipato           | (s) 2–2 | Naval              | 1–1    | 1–1    |
| Lota Schwager        | 5–1     | Aviación           | 1–0    | 4–1    |

## Semifinal
| Lag 1         | Totalt | Lag 2          | Möte 1 | Möte 2 |
| Huachipato    | 1–2    | Palestino      | 1–1    | 0–1    |
| Lota Schwager | 3–0    | Unión Española | 2–0    | 1–0    |

## Final
|                 | 19 november 1975 | Palestino                                     | 4 – 0   | Lota Schwager | Estadio Nacional       |                        |
| 15:00 UTC–04:00 | 15:00 UTC–04:00  | Messen 27′ Fabbiano 42′ Hidalgo 78′ Pinto 87′ | (2 – 0) |               | Santiago Publik: 5 229 | Santiago Publik: 5 229 |
| 15:00 UTC–04:00 | 15:00 UTC–04:00  |                                               |         |               | Santiago Publik: 5 229 | Santiago Publik: 5 229 |
| 15:00 UTC–04:00 | 15:00 UTC–04:00  |                                               |         |               | Santiago Publik: 5 229 | Santiago Publik: 5 229 |